# Обезьяна-бодхисаттва

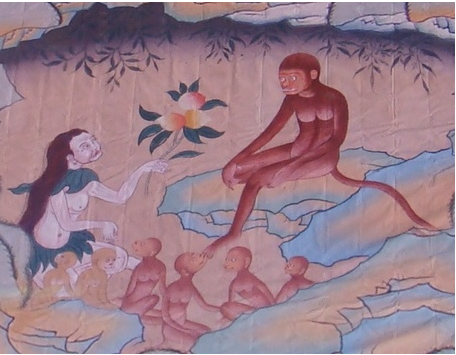

Обезьяна-бодхисаттва (тиб. ཕ་སྤྲེལ་རྒན་བྱང་ཆུབ་སེམས་པ་ — букв. «Отец-обезьяна-бодхисаттва») — в тибетской традиционной историографии первопредок тибетцев.

## Легенда
В древности в Тибете жили только демоны и демоницы. Чтобы заселить страну людьми и сделать её оплотом учения Будды, бодхисаттва Авалокитешвара (по другой версии — его ученик) принял облик обезьяны и стал мужем одной из этих демониц. От этого брака и пошли тибетцы.